# Lemberger Mathematikerschule

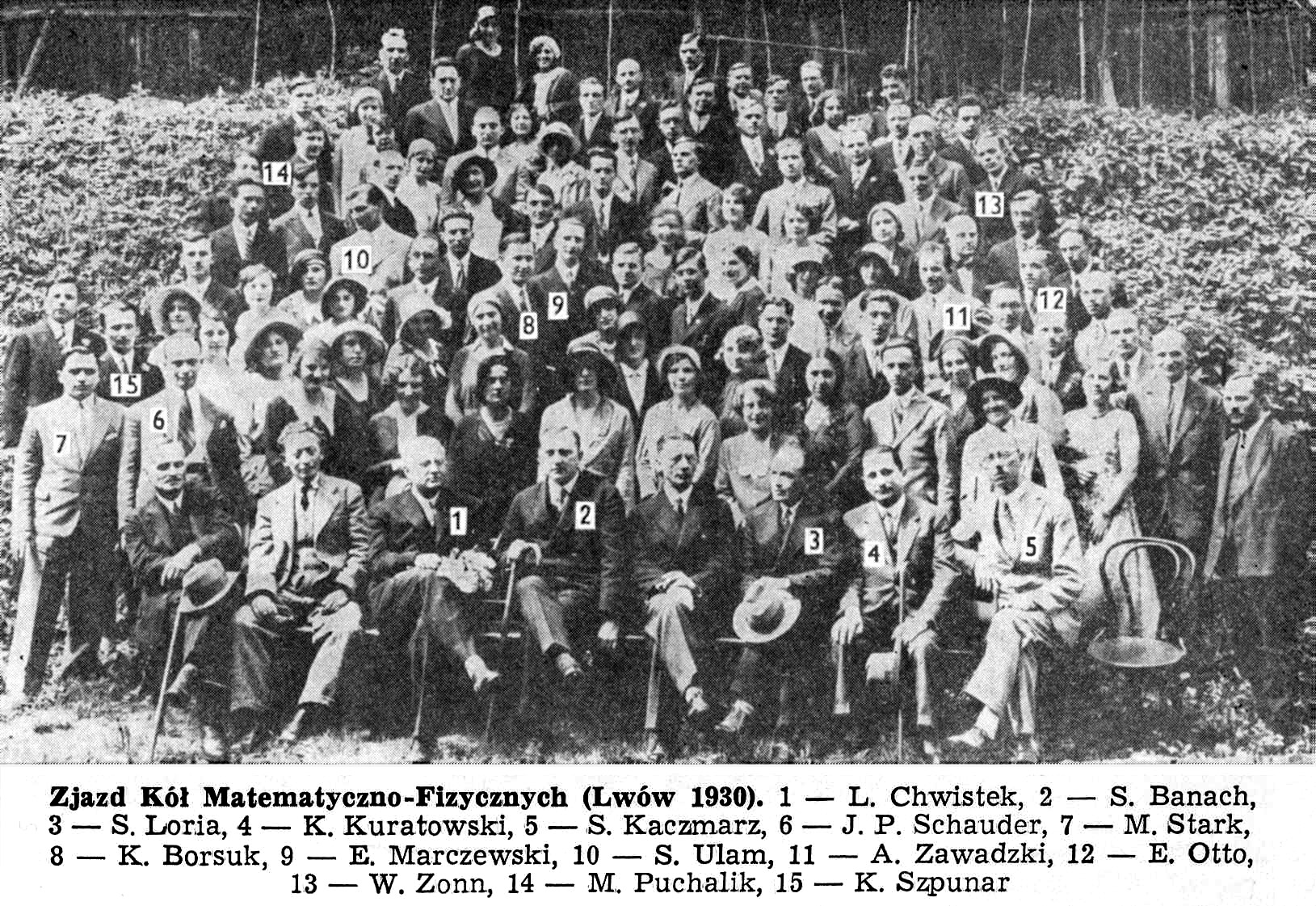
Ein Gruppenfoto von Lemberger Mathematikern aus dem Jahr 1930

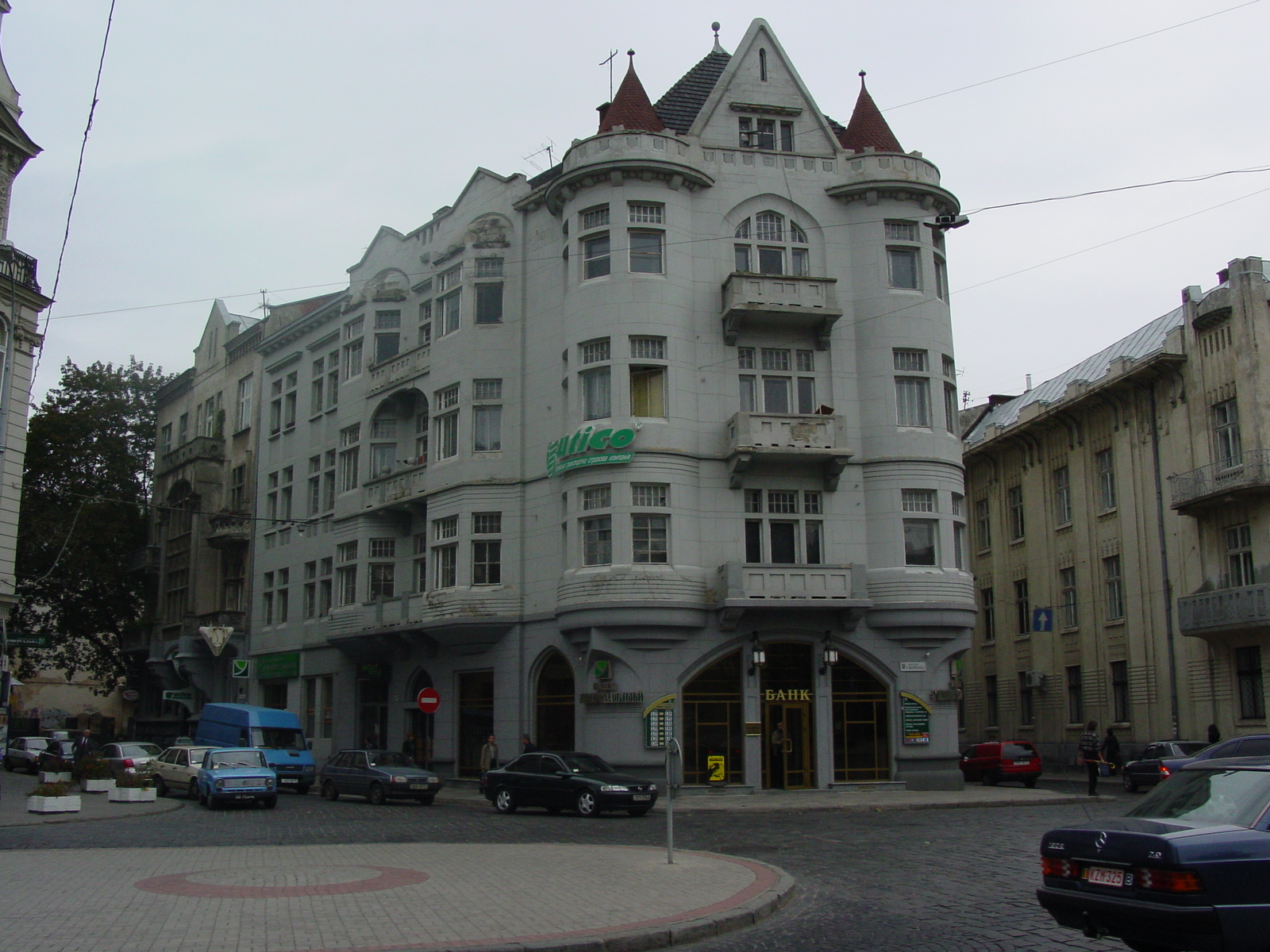
Kawiarnia Szkocka, das "Schottische Café-Haus"

Die Lemberger Mathematikerschule (polnisch Lwowska szkoła matematyczna, ukrainisch Львівська математична школа) war neben der Warschauer und der Krakauer Mathematikerschule eine der drei Zentren der polnischen Mathematikerschule. Die Lemberger Mathematikerschule wurde in den Jahren 1918–1939 von einer Mathematikergruppe gebildet, die an Lemberger Hochschulen arbeiteten (Lemberg ist das zu der Zeit polnische Lwów, bzw. das heute ukrainische Lwiw). Das bedeutendste Mitglied und das inoffizielle Haupt der Schule war der Mathematiker Stefan Banach. Ein wesentliches Publikationsorgan der Lemberger Mathematiker war die 1929 gegründete Fachzeitschrift Studia Mathematica. Viele Mitglieder des Lemberger Mathematiker-Kreises wie auch viele polnische Mathematiker wurden während der Zeit der Besetzung Polens durch die Nationalsozialisten oder die sowjetischen Besatzer (Lemberg lag 1939–1941 im sowjetisch besetzten Teil) ermordet, besonders im Rahmen der Massenmorde in Lemberg im Sommer 1941.

## Mitglieder
- Mieczysław Altman (1916–1997)
- Herman Auerbach (1901–1942)
- Stefan Banach (1892–1945; gilt als Begründer der modernen Funktionalanalysis)
- Feliks Baranski (1915–2006)
- Zygmunt Wilhelm Birnbaum (1903–2000)
- Leon Chwistek (1884–1944)
- Max (Meier) Eidelheit (1910–1943)
- Władysław Hetper (Unbekannt)[3]
- Marek Kac (1914–1984)
- Stefan Kaczmarz (1895–1939)
- Bronisław Knaster (1893–1980)
- Edward Kofler (1911–2007)
- Kazimierz Kuratowski (1896–1980)
- Antoni Łomnicki (1881–1941)
- Stanisław Mazur (1905–1981)
- Wladyslaw Nikliborc (1889–1948)
- Władysław Orlicz (1903–1990)
- Józef Pepis (1910–1941)
- Stanisław Ruziewicz (1889–1941)
- Stanisław Saks (1897–1942)
- Juliusz Paweł Schauder (1899–1943)
- Józef Schreier (1909–1943)
- Wacław Sierpiński (1882–1969)
- Hugo Steinhaus (1887–1972)
- Ludwik Sternbach (1905–1942)
- Włodzimierz Stożek (1883–1941)
- Stanisław Ulam (1909–1984)
- Menachem (Maniek) Wojdysławski (1919–1942)

## Schottisches Buch
Einen Schwerpunkt der Arbeit bildete die Funktionalanalysis. Kennzeichnend für die Gruppe waren intensive Diskussionen im Café-Haus Kawiarnia Szkocka, die Diskussionen wurden im sogenannten "Schottischen Buch" festgehalten. 
Der später in den USA wirkende Mathematiker Ulam hat die dort diskutierten Probleme in Büchern festgehalten, vor allem aber 1957 eine englische Übersetzung des Schottischen Buches angefertigt.